# Lactobacillus kefiranofaciens
Lactobacillus kefiranofaciens ist ein gram-positives, unbewegliches, Schleim bildendes, homofermentatives, stäbchenförmiges Milchsäurebakterium. Es wurde erstmals aus Kefir-Knollen isoliert. Es bildet das wasserlösliche Polysaccharid Kefiran und wurde entsprechend benannt. Das Genom wurde vollständig sequenziert. Die Spezies ist fakultativ anaerob. Es werden die Subspezies Lactobacillus kefiranofaciens subsp. kefiranofaciens und Lactobacillus kefiranofaciens subsp. kefirgranum (früher Lactobacillus kefirgranum) unterschieden.

## Weiterführende Literatur
- Yichen Liu, Bo Miao, Wenying Li, Xingjun Hu, Fan Bai, Yidilisi Abuduresule, Yalin Liu, Zequan Zheng, Wenjun Wang, Zehui Chen, Shilun Zhu, Xiaotian Feng, Peng Cao, Wanjing Ping, Ruowei Yang, Qingyan Dai, Feng Liu, Chan Tian, Yimin Yang, Qiaomei Fu: Bronze Age cheese reveals human-Lactobacillus interactions over evolutionary history. In: Cell, 25. September 2024; doi:10.1016/j.cell.2024.08.008 (englisch). Dazu:
  - Anna Manz: „Mumienkäse“ verrät seine Geheimnisse: Wissenschaftler extrahieren erstmals DNA aus dem ältesten Käse der Welt. Auf: scinexx.de vom 26. September 2024.